# 波羅的共和黨
波羅的共和黨（俄语：Балтийская республиканская партия）是俄罗斯联邦加里宁格勒州境内的政治运动，该运动利用多个政党来宣传其自治主张，后来又持在加里宁格勒州建立“波罗的共和国”的分离主义立场。